# Demilitarized zone (informatica)
Een demilitarized zone (afgekort: DMZ) is een netwerksegment dat zich tussen het interne en externe netwerk bevindt. Het externe netwerk is meestal het internet.
Een DMZ is niet een andere naam voor een extranet. DMZ is bedoeld als een beveiliging laag en een extranet heeft ten doel om een gedeelte van een intern netwerk toegankelijk te maken. Technisch zijn er overeenkomsten maar ook verschillen.
Op het netwerkdeel van de DMZ zijn meestal servers aangesloten die diensten verlenen die vanuit het interne en externe netwerk aangevraagd kunnen worden (bijvoorbeeld een webserver en/of mailserver).
De DMZ dient door een firewall beschermd te worden, maar moet wel zodanig geconfigureerd worden (gaten in de firewall) dat de diensten binnen de DMZ toegankelijk blijven.
In principe zijn er hierdoor twee architecturen voor een DMZ mogelijk.

## DMZ-host
Er zijn enkele routers die thuis door particulieren gebruikt worden en naar één specifiek IP-adres verwijzen als een "DMZ-host". Dit is echter geen echte DMZ volgens de definitie.